# Švitrigaila litván nagyfejedelem
Švitrigaila (1370 előtt – 1452. február 10.) Litvánia nagyfejedelme 1430 és 1432 között. Élete nagy részében a trónt próbálta megszerezni unokatestvérétől, Vytautas nagyfejedelemtől.

## Ifjúsága és a vityebszki lázadás
Švitrigaila Algirdas nagyfejedelem és második felesége, Julianna Alekszandrovna tveri hercegnő fia volt. Születési ideje ismeretlen, de feltételezik, hogy a nagyfejedelem legfiatalabb vagy második legfiatalabb fia lehetett. Először 1382 októberében jelent meg az írott forrásokban, amikor tanúként szerepelt a bátyja, Jogaila és a Teuton Lovagrend között kötött dubysai szerződésben. Ekkor feltehetően már idősebb volt 12 évesnél, vagyis valamikor 1370 előtt születhetett. Később, a firenzei zsinathoz címzett panaszlevelében Švitrigaila azt állította, hogy ő és Jogaila voltak Algirdas kedvenc fiai és a nagyfejedelem halála előtt azzal a feltétellel hagyta örökül címeit Jogailának, hogy ő Švitrigailát teszi meg örökösévé. A zsinaton Jogaila követei nem tagadták állítását, de szerintük később a feltételt a fivérek közös megállapodással megváltoztatták.
1386-ban, mikor Jogaila feleségül vette Hedvig lengyel királynőt, a két ország perszonáluniójának egyik feltétele Litvánia kereszténnyé tétele volt. Švitrigaila testvéreivel együtt Krakkóban állt a keresztvíz alá. Új, katolikus neve Boleszláv (Bolesław) volt.
Az ezután következő évek eseménydúsak voltak a litván bel- és külpolitikában (Andrej polocki fejedelem lázadása, Szmolenszk meghódítása és az 1389 és 1392 között zajló polgárháború); Švitrigaila neve azonban csak 1392-ben tűnik fel ismét. Ekkor Litvánia új kormányzója, unokatestvérük, Vytautas átadta Švitrigaila addigi vityebszki fejedelemségét Jogaila kedvencének, Fjodor Veszna solymásznak. Švitrigaila ezen úgy felháborodott, hogy fellázadt bátyja ellen és megölte Vesznát. Vytautas seregei ezután elfoglalták Vityebszket, elfogták Švitrigailát és Krakkóba küldték Jogailához. Nem tartották bezárva, erről tanúskodik az is, hogy ő vezette 1393-ban a litván-lovagrendi határ vonalát meghatározó követséget, de birtokai ekkor nem voltak.

## Harca Vytautasszal (1392–1430)
Švitrigaila 1396 körül a cseh királyhoz tartozó Tescheni Hercegségbe szökött, onnan pedig Zsigmond magyar király udvarába. Felvette a kapcsolatot a litvánok régi ellenségével, a Teuton Lovagrenddel és szövetséget ajánlott nekik Vytautas ellen. A lovagokkal maga Vytautas is kétszer szövetkezett (1382-ben és 1390-ben), mikor Jogaila ellen küzdött. 1398 novemberében azonban a lovagrend megkötötte Litvániával a salynasi szerződést és a fegyveres támogatás esélye nagyon lecsökkent. Švitrigaila inkább kiegyezett Vytautasszal, aki odaadta neki Navahrudak városát és Podólia egy részét. 1399-ben Švitrigaila részt vett a katasztrofális kimenetelű vorszklai csatában. Ezután megkapta Podólia többi részét, ugyanis korábbi tulajdonosa elesett az ütközetben.
Az 1401 januárjában megkötött vilnius-radomi unió kimondta, hogy Vytautas halála után Litvániát Jogaila vagy örökösei kapják meg. A nagyfejedelmi ambíciókat dédelgető Švitrigaila alig egy hónappal később megpróbálta rávenni Siemowit mazóviai herceget egy Vytautas elleni koalícióra. Az év során márciusban kitört a Vytautas által támogatott szamogitiai felkelés a lovagrend ellen; augusztusban pedig Szmolenszkben kezdődött függetlenségi lázadás. Švitrigaila ki akarta használni, hogy riválisa el van foglalva és 1402 januárjában elindult Jogaila és Cillei Anna esküvőjére, de irányt változtatott és kereskedőnek öltözve Marienburgba, a lovagrend fővárosába utazott és szövetségre lépett velük. Júliusban a lovagok (velük Švitrigaila) betörtek Litvániába és Vilnius felé tartottak, ám Vytautas időben leleplezte a város átadására irányuló összeesküvést. A lovagrend nem vállalta az ostromot és visszatért Poroszországba. A keleten lekötött Vytautas 1403 decemberében békét kötött a Teuton Lovagrenddel és szamogitiai területeket adott át nekik, Švitrigaila pedig megkapta Podóliát, Brjanszkot, Csernyigovot és Trubecket.
Ezután néhány évig lojális maradt Vytautashoz és segédkezett neki Szmolenszk visszavételében. 1408-ban azonban nagyszámú bojárral együtt (akik elégedetlenek voltak a lengyel-litván unióval és önálló Litvániát szerettek volna) átpártolt Vaszilij moszkvai nagyfejedelemhez (aki egyébként Vytautas veje volt). A litván herceg megkapta Vlagyimir, Volokolamszk, Pereszlavl, Rzsev adóját, valamint Kolomna fele jövedelmét. Vytautas seregével, közte ötezer lengyel és valamennyi lovagrendi harcossal Moszkva felé indult. A két hadsereg az Ugra folyónál találkozott, de csata helyett megegyeztek a határok és befolyási övezetek elkülönítésében.
Egy lovagrendi levél szerint a megegyezés egyik feltétele Švitrigaila átadása volt, de Vaszilij azt állította, hogy ő már elmenekült az Arany Hordához és Edögej emír neki ígérte a lányát. 1409 júniusában azonban már ismét Vytautas udvarában volt, ahol ismételten megpróbált összeesküdni a lovagrenddel, de leveleit elfogták őt pedig bebörtönözték. Ezután több helyen tartották fogva, de feltehetően nem túl szigorú körülmények között, mert birtokadományozó okleveleket is aláírt. Kilenc évig maradt őrizetben, amikor hívei (Dasko Fjodorovics Osztrozsszkij, Alekszandr Ivanovics Nosz és Alekszandr szmolenszki fejedelem) 1418 március 24-e éjszakáján 500 emberrel megrohanták a kremeneci várat (amelynek kapuját két emberük belülről kinyitotta) és kiszabadították az ott őrzött Švitrigailát, aki előbb Luckba, majd Havasalföldre menekült. Innen először Ernő osztrák herceghez, majd Zsigmond magyar királyhoz ment, hogy támogatókat keressen.
Ekkoriban Szamogitiában kitört egy Vytautas-ellenes lázadás. A lovagrend megkereste Švitrigailát, de ő inkább kiegyezett Jogailával, amikor az 1419 májusában Kassán Zsigmond királlyal találkozott. Švitrigaila megkapta Opoczno városát és a wieliczkai sóbánya jövedelmét. Ez azonban nem jelentette azt, hogy Vytautasszal is rendbe tette a dolgait, Miután Zsigmondnak nem sikerült közvetítenie a lovagrend és Litvánia között, a felek készülődni kezdtek a gollubi háborúra. A lengyel nemesség aggódott, hogy a lovagok felhasználhatják Švitrigaila trónigényét és követséget küldtek Vytautashoz, hogy bocsásson meg unokatestvérének. Az (akkor már) litván nagyfejedelem végül beleegyezett és 1420 augusztusában Švitrigaila hűséget esküdött neki és megkapta Brjanszkot, Csernyigovot, Trubecket és Novgorod-Szeverszkijt.
Ezután Švitrigaila 1421 tavaszán csatát nyert a tatárok ellen, 1422 nyarán pedig részt vett a lovagrend elleni gollubi háborúban. 1424–1426-ban Rigában járt követségbe és részt vett Vytautas Novgorod elleni hadjáratában.

## Nagyfejedelemként
Vytautas 1430 októberében meghalt, a litván nemesek pedig egyoldalúan megválasztották Švitrigailát nagyfejedelemnek; ezzel viszont megsértették a Lengyelországgal kötött 1413-as horodłói uniót, mivel a litván nagyfejedelem személyét a lengyel királynak jóvá kellett hagynia. A rutén hercegek támogatásának megszerzése érdekében Švitrigaila egyenlő jogokat biztosított a katolikus és ortodox nemeseknek. Rövid uralkodásának ez volt egyik maradandó vívmánya. A lengyel nemesség azt követelte, hogy esküdjön hűséget bátyjának, Jogailának. Švitrigaila ezt megtagadta és önálló Litvániát akart. A konfliktust tovább élezte Podólia és Volhínia hovatartozásának kérdése, mert egy 1411-es megállapodás szerint azoknak csak Vytautas haláláig kellett volna Litvániához tartozniuk.
Švitrigaila fegyvert fogott a Volhíniát megszállni akaró lengyel-litván csapatok ellen és eközben lengyelellenes szövetséget próbált összehozni. 1431 júniusában megállapodott a lovagrenddel, amely hadat üzent Lengyelországnak és mivel a lengyel hadsereg Volhíniában volt lekötve, különösebb ellenállás nélkül tudott betörni északon. Szeptemberben a három fél kétéves fegyverszünetet írt alá.
1432. augusztus 31-ének éjszakáján összeesküvők támadtak az Ašmenában tartózkodó Švitrigailára, akinek azonban sikerült Polockba menekülnie. Az összeesküvők vezére Vytautas öccse, az akkor már 70 év körüli Zsigmond volt, aki addig nem játszott jelentős szerepet a belpolitikában és kezdetben Švitrigaila támogatójának számított. A litván  nemesség Zsigmondot nagyfejedelemnek kiáltotta ki és visszatértek a lengyel unió politikájához.
Az ország két részre szakadt: Zsigmond nyugati támogatóira (Ó-Litvánia, Szamogitia, Podlázia, Hrodna, Minszk) és Švitrigaila keleti követőire (Polock, Vityebszk, Szmolenszk, Kijev, Volhínia). Hároméves véres polgárháború után (melyben Švitrigaila Szejjid Ahmed tatár kántól is kapott segítséget) 1435-ben a pabaiskasi csatában Zsigmond döntő győzelmet aratott. Švitrigaila Polockba menekült és megpróbált egyezséget kötni a lengyelekkel: javaslata szerint haláláig övé maradt volna Kijev és Volhínia, utána pedig a lengyel királyra szálltak volna birtokai. Zsigmond tiltakozása miatt, azonban a lengyelek nem fogadták el ajánlatát. Švitrigaila 1438-ban Havasalföldre távozott.
1440-ben Zsigmondot meggyilkolták Švitrigaila támogatói, ő pedig visszatért, hogy visszavegye Volhíniát és Podóliát. Legalább hetvenéves volt már és a nemesség sem támogatta nagyfejedelmi megválasztását, így a trónra Jogaila fiatalabbik fia, Kázmér került. Švitrigaila 12 évvel később Luckban halt meg, minden birtokát a koronára hagyva. 

## Fordítás
- Ez a szócikk részben vagy egészben  a(z)   Švitrigaila című angol Wikipédia-szócikk ezen változatának fordításán alapul.  Az eredeti cikk szerkesztőit annak laptörténete sorolja fel. Ez a jelzés csupán a megfogalmazás eredetét és a szerzői jogokat jelzi, nem szolgál a cikkben szereplő információk forrásmegjelöléseként.